# Notomulciber palawanicus
Notomulciber palawanicus là một loài bọ cánh cứng trong họ Cerambycidae.